# Konklawe 1978 (Jan Paweł I)
Konklawe 1978 (I) – pierwsze konklawe w 1978, zwołane po śmierci Pawła VI, który zmarł 6 sierpnia 1978. Konklawe rozpoczęło się 25 sierpnia 1978, a zakończyło dzień później wyborem kard. Albina Lucianiego, który jako pierwszy papież przybrał podwójne imię – Jana Pawła I.

## Lista uczestników
Kolegium Kardynalskie w sierpniu 1978 liczyło 129 kardynałów, z czego 114 miało uprawnienia elektorskie. W konklawe wzięło udział 111 spośród nich:
- Jean Villot (Francja; nominacja 22 lutego 1965) – kardynał biskup Frascati; kamerling Świętego Kościoła Rzymskiego; sekretarz stanu Stolicy Apostolskiej; przewodniczący Rady Spraw Publicznych Kościoła; przewodniczący Papieskiej Komisji dla Miasta-Państwa Watykan; przewodniczący Administracji Patrymonium Stolicy Apostolskiej; przewodniczący Papieskiej Rady Cor Unum

- Antonio Samorè (Włochy; 26 czerwca 1967) – kardynał biskup Sabina e Poggio Mirteto; bibliotekarz i archiwista Świętego Kościoła Rzymskiego

- Sebastiano Baggio (Włochy; 28 kwietnia 1969) – kardynał biskup Velletri; prefekt Świętej Kongregacji ds. Biskupów; przewodniczący Papieskiej Komisji ds. Ameryki Łacińskiej; przewodniczący Papieskiej Rady ds. Duszpasterstwa Migrantów i Podróżnych

- Francesco Carpino (Włochy; 26 czerwca 1967) – kardynał biskup Albano

- Stéphanos I Sidarouss CM (Egipt; 22 lutego 1965) – kardynał patriarcha[1]; katolicki patriarcha Aleksandrii obrządku koptyjskiego

- Giuseppe Siri (Włochy; 12 stycznia 1953) – kardynał prezbiter S. Maria della Vittoria; arcybiskup Genui; administrator diecezji Bobbio

- Stefan Wyszyński (Polska; 12 stycznia 1953) – kardynał prezbiter S. Maria in Trastevere; arcybiskup Gniezna i Warszawy, prymas Polski; ordynariusz katolików obrządków wschodnich w Polsce; przewodniczący Konferencji Episkopatu Polski

- Paul-Émile Léger PSS (Kanada; 12 stycznia 1953) – kardynał prezbiter S. Maria degli Angeli; emerytowany arcybiskup Montréal

- José María Bueno y Monreal (Hiszpania; 15 grudnia 1958) – kardynał prezbiter Ss. Vito, Modesto e Crescenzia; arcybiskup Sewilli

- Franziskus König (Austria; 15 grudnia 1958) – kardynał prezbiter S. Eusebio; arcybiskup Wiednia; przewodniczący Sekretariatu dla Niewierzących

- Bernardus Johannes Alfrink (Holandia; 28 marca 1960) – kardynał prezbiter S. Gioacchino; emerytowany arcybiskup Utrechtu

- Laurean Rugambwa (Tanzania; 28 marca 1960) – kardynał prezbiter S. Francesco a Ripa; arcybiskup Dar-es-Salaam

- José Humberto Quintero Parra (Wenezuela; 16 stycznia 1961) – kardynał prezbiter Ss. Andrea e Gregorio al Monte Celio; arcybiskup Caracas; przewodniczący Konferencji Episkopatu Wenezueli

- Juan Landázuri Ricketts OFM (Peru; 19 marca 1962) – kardynał prezbiter S. Maria in Aracoeli; arcybiskup Limy; przewodniczący Konferencji Episkopatu Peru

- Raúl Silva Henríquez SDB (Chile; 19 marca 1962) – kardynał prezbiter S. Bernardo alle Terme; arcybiskup Santiago de Chile

- Leo-Jozef Suenens (Belgia; 19 marca 1962) – kardynał prezbiter S. Pietro in Vincoli; arcybiskup Mechelen-Brukseli i prymas Belgii; ordynariusz Belgijskich Sił Zbrojnych; przewodniczący Konferencji Episkopatu Belgii

- Thomas Cooray OMI (Sri Lanka; 22 lutego 1965) – kardynał prezbiter Ss. Nereo ed Achilleo; arcybiskup Colombo

- Maurice Roy (Kanada; 22 lutego 1965) – kardynał prezbiter Nostra Signora del Sacramento e Ss. Martiri Canadesi; arcybiskup Québec i prymas Kanady; ordynariusz Kanadyjskich Sił Zbrojnych

- Owen McCann (RPA; 22 lutego 1965) – kardynał prezbiter S. Prassede; arcybiskup Kapsztadu

- Léon-Étienne Duval (Algieria; 22 lutego 1965) – kardynał prezbiter S. Balbina; arcybiskup Algieru; przewodniczący Konferencji Episkopatu Afryki Północnej

- Ermenegildo Florit (Włochy; 22 lutego 1965) – kardynał prezbiter Regina Apostolorum; emerytowany arcybiskup Florencji

- Franjo Šeper (Jugosławia; 22 lutego 1965) – kardynał prezbiter Ss. Pietro e Paolo in Ostiense; prefekt Świętej Kongregacji Nauki Wiary; przewodniczący Papieskiej Komisji Biblijnej; przewodniczący Papieskiej Komisji Teologicznej

- Paul Zoungrana MAfr (Górna Wolta; 22 lutego 1965) – kardynał prezbiter S. Camillo agli Orti Sallustiani; arcybiskup Ouagadougou

- Agnelo Rossi (Brazylia; 22 lutego 1965) – kardynał prezbiter Gran Madre di Dio; prefekt Świętej Kongregacji Ewangelizacji Narodów

- Giovanni Colombo (Włochy; 22 lutego 1965) – kardynał prezbiter Ss. Silvestro e Martino ai Monti; arcybiskup Mediolanu

- Gabriel-Marie Garrone (Francja; 26 czerwca 1967) – kardynał prezbiter S. Sabina; prefekt Świętej Kongregacji ds. Edukacji Katolickiej; wielki kanclerz Papieskiego Uniwersytetu Laterańskiego; kamerling Świętego Kolegium Kardynałów

- Egidio Vagnozzi (Włochy; 26 czerwca 1967) – kardynał prezbiter S. Giuseppe in Via Trionfale; przewodniczący Prefektury Spraw Ekonomicznych Kościoła

- Maximilien de Fürstenberg (Belgia; 26 czerwca 1967) – kardynał prezbiter Sacro Cuore di Gesu a Castro Pretorio; Wielki Mistrz Zakonu Rycerskiego Świętego Grobu w Jerozolimie

- José Clemente Maurer CSsR (Boliwia; 26 czerwca 1967) – kardynał prezbiter SS. Redentore e S. Alfonso in via Merulana; arcybiskup Sucre

- John Krol (Stany Zjednoczone; 26 czerwca 1967) – kardynał prezbiter S. Maria della Mercede e S. Adriano; arcybiskup Filadelfii

- John Cody (Stany Zjednoczone; 26 czerwca 1967) – kardynał prezbiter S. Cecilia; arcybiskup Chicago

- Corrado Ursi (Włochy; 26 czerwca 1967) – kardynał prezbiter S. Callisto; arcybiskup Neapolu

- Alfred Bengsch (NRD; 26 czerwca 1967) – kardynał prezbiter S. Filippo Neri in Eurosia; arcybiskup Berlina

- Justinus Darmojuwono (Indonezja; 26 czerwca 1967) – kardynał prezbiter SS. Nomi di Gesu e Maria in via Lata; arcybiskup Semarang; przewodniczący Konferencji Episkopatu Indonezji

- Karol Wojtyła (Polska; 26 czerwca 1967) – kardynał prezbiter S. Cesareo in Palatio; arcybiskup Krakowa

- Michele Pellegrino (Włochy; 26 czerwca 1967) – kardynał prezbiter SS. Nome di Gesu; emerytowany arcybiskup Turynu

- Alexandre-Charles Renard (Francja; 26 czerwca 1967) – kardynał prezbiter SS. Trinita al Monte Pincio; arcybiskup Lyonu i prymas Galii

- Alfredo Vicente Scherer (Brazylia; 28 kwietnia 1969) – kardynał prezbiter Nostra Signora de La Salette; arcybiskup Porto Alegre

- Julio Rosales (Filipiny, 28 kwietnia 1969) – kardynał prezbiter Sacro Cuore di Gesu a Vitinia; arcybiskup Cebú; przewodniczący Konferencji Episkopatu Filipin

- Gordon Joseph Gray (Wielka Brytania; 28 kwietnia 1969) – kardynał prezbiter S. Chiara a Vigna Clara; arcybiskup Saint Andrews and Edinburgh; przewodniczący Konferencji Episkopatu Szkocji

- Paolo Bertoli (Włochy; 28 kwietnia 1969) – kardynał prezbiter S. Girolamo degli Schiavoni

- Joseph Parecattil (Indie; 28 kwietnia 1969) – kardynał prezbiter Nostra Signora „Regina Pacis”; arcybiskup Ernakulam obrządku syro-malabarskiego; przewodniczący Papieskiej Komisji ds. Rewizji Kodeksu Prawa Kanonicznego Kościołów Wschodnich

- John Francis Dearden (Stany Zjednoczone; 28 kwietnia 1969) – kardynał prezbiter S. Pio X alla Balduina; arcybiskup Detroit

- François Marty (Francja; 28 kwietnia 1969) – kardynał prezbiter S. Luigi dei Francesci; arcybiskup Paryża

- George Flahiff CSB (Kanada; 28 kwietnia 1969) – kardynał prezbiter S. Maria della Salute a Primavalle; arcybiskup Winnipeg

- Paul Gouyon (Francja; 28 kwietnia 1969) – kardynał prezbiter Natività di Natività di Nostro Signore Gesù Cristo in via Gallia; arcybiskup Rennes

- Mario Casariego y Acevedo CRS (Gwatemala; 28 kwietnia 1969) – kardynał prezbiter S. Maria in Aquiro; arcybiskup Gwatemali

- Vicente Enrique y Tarancón (Hiszpania; 28 kwietnia 1969) – kardynał prezbiter S. Giovanni Crisostomo a Montesacro Alto; arcybiskup Madrytu-Alcala; przewodniczący Konferencji Episkopatu Hiszpanii

- Joseph Albert Malula (Zair; 28 kwietnia 1969) – kardynał prezbiter Ss. Protomartiri a via Aurelia Antica; arcybiskup Kinszasy

- Pablo Muñoz Vega SJ (Ekwador; 28 kwietnia 1969) – kardynał prezbiter S. Roberto Bellarmino; arcybiskup Quito; przewodniczący Konferencji Episkopatu Ekwadoru

- Antonio Poma (Włochy; 28 kwietnia 1969) – kardynał prezbiter S. Luca al Prenestino; arcybiskup Bolonii; przewodniczący Konferencji Episkopatu Włoch

- John Carberry (Stany Zjednoczone; 28 kwietnia 1969) – kardynał prezbiter S. Giovanni Battista de Rossi a via Latina; arcybiskup Saint Louis

- Terence Cooke (Stany Zjednoczone; 28 kwietnia 1969) – kardynał prezbiter Ss. Giovanni e Paolo; arcybiskup Nowego Jorku; ordynariusz Sił Zbrojnych Stanów Zjednoczonych

- Stephen Kim Sou-hwan (Korea Południowa; 28 kwietnia 1969) – kardynał prezbiter S. Felice de Cantalice a Cantocelle; arcybiskup Seulu; administrator diecezji Pjongjang

- Eugênio de Araújo Sales (Brazylia; 28 kwietnia 1969) – kardynał prezbiter S. Gregorio VII; arcybiskup Rio de Janeiro; ordynariusz katolików obrządków wschodnich w Brazylii

- Joseph Höffner (RFN; 28 kwietnia 1969) – kardynał prezbiter S. Andrea della Valle; arcybiskup Kolonii; przewodniczący Konferencji Episkopatu Niemiec

- Johannes Willebrands (Holandia; 28 kwietnia 1969) – kardynał prezbiter S. Sebastiano alle Catecombe; arcybiskup Utrechtu i prymas Holandii; ordynariusz Holenderskich Sił Zbrojnych; przewodniczący Sekretariatu ds. Jedności Chrześcijan

- Albino Luciani (Włochy; 5 marca 1973) – kardynał prezbiter S. Marco; patriarcha Wenecji

- António Ribeiro (Portugalia; 5 marca 1973) – kardynał prezbiter S. Antonio da Padova in Via Merulana; patriarcha Lizbony; ordynariusz Portugalskich Sił Zbrojnych

- James Robert Knox (Australia; 5 marca 1973) – kardynał prezbiter S. Maria in Vallicella; prefekt Świętej Kongregacji Kultu Bożego i Sakramentów

- Avelar Brandão Vilela (Brazylia; 5 marca 1973) – kardynał prezbiter Ss. Bonifacio ed Alessio; arcybiskup São Salvador da Bahia

- Joseph Cordeiro (Pakistan; 5 marca 1973) – kardynał prezbiter S. Andrea della Fratte; arcybiskup Karaczi

- Aníbal Muñoz Duque (Kolumbia; 5 marca 1973) – kardynał prezbiter S. Bartolomeo all’Isola; arcybiskup Bogoty; ordynariusz Kolumbijskich Sił Zbrojnych

- Luis Aponte Martínez (Puerto Rico; 5 marca 1973) – kardynał prezbiter S. Maria della Providenza a Monteverde; arcybiskup San Juan; przewodniczący Konferencji Episkopatu Puerto Rico

- Raúl Primatesta (Argentyna; 5 marca 1973) – kardynał prezbiter Beata Maria Vergine Addolorata a Piazza Buenos Aires; arcybiskup Córdoby

- Salvatore Pappalardo (Włochy; 5 marca 1973) – kardynał prezbiter S. Maria d’Itria al Tritone; arcybiskup Palermo

- Marcelo González Martín (Hiszpania; 5 marca 1973) – kardynał prezbiter S. Agostino; arcybiskup Toledo i prymas Hiszpanii

- Louis-Jean Guyot (Francja; 5 marca 1973) – kardynał prezbiter S. Agnese fuori le mura; arcybiskup Tuluzy

- Ugo Poletti (Włochy; 5 marca 1973) – kardynał prezbiter Ss. Ambrogio e Carlo; wikariusz generalny diecezji rzymskiej; archiprezbiter bazyliki laterańskiej; wielki kanclerz Papieskiego Uniwersytetu Laterańskiego

- Timothy Manning (Stany Zjednoczone; 5 marca 1973) – kardynał prezbiter S. Lucia a Piazza d’Armi; arcybiskup Los Angeles

- Maurice Michael Otunga (Kenia; 5 marca 1973) – kardynał prezbiter S. Gregorio Barbarigo alle Tre Fontane; arcybiskup Nairobi; przewodniczący Konferencji Episkopatu Kenii

- José Salazar López (Meksyk; 5 marca 1973) – kardynał prezbiter S. Emerenziana a Tor Fiorenza; arcybiskup Guadalajara; przewodniczący Konferencji Episkopatu Meksyku

- Humberto Sousa Medeiros (Stany Zjednoczone; 5 marca 1973) – kardynał prezbiter S. Susanna; arcybiskup Bostonu

- Paulo Evaristo Arns OFM (Brazylia; 5 marca 1973) – kardynał prezbiter S. Antonio da Padova a via Tuscolana; arcybiskup São Paulo

- James Darcy Freeman (Australia; 5 marca 1973) – kardynał prezbiter S. Maria Regina della Pace; arcybiskup Sydney; przewodniczący Australijskiej Konferencji Biskupów

- Narciso Jubany Arnau (Hiszpania; 5 marca 1973) – kardynał prezbiter S. Lorenzo in Damaso; arcybiskup Barcelony

- Hermann Volk (RFN; 5 marca 1973) – kardynał prezbiter Ss. Fabiano e Venanzio a Villa Fiorelli; biskup Moguncji

- Pius Taofinuʻu SM (Samoa Zachodnie; 5 marca 1973) – kardynał prezbiter S. Onofrio; biskup Samoa and Tokelau

- Octavio Antonio Beras Rojas (Dominikana; 24 maja 1976) – kardynał prezbiter S. Sisto; arcybiskup Santo Domingo i prymas Dominikany; przewodniczący Konferencji Episkopatu Dominikany; ordynariusz Sił Zbrojnych Dominikany

- Juan Carlos Aramburu (Argentyna; 24 maja 1976) – kardynał prezbiter S. Giovanni Battista dei Fiorentini; arcybiskup Buenos Aires i prymas Argentyny; ordynariusz katolików obrządków wschodnich w Argentynie

- Joseph-Marie Trịnh Như Khuê (Wietnam; 24 maja 1976) – kardynał prezbiter S. Francesco di Paola ai Monti; arcybiskup Hanoi

- Hyacinthe Thiandoum (Senegal; 24 maja 1976) – kardynał prezbiter S. Maria del Popolo; arcybiskup Dakaru; przewodniczący Konferencji Episkopatu Senegalu-Mauretanii

- Emmanuel Nsubuga (Uganda; 24 maja 1976) – kardynał prezbiter S. Maria Nuova; arcybiskup Kampala

- Lawrence Picachy SJ (Indie; 24 maja 1976) – kardynał prezbiter Sacro Cuore di Maria a Piazza Euclide; arcybiskup Kalkuty; przewodniczący Konferencji Episkopatu Indii

- Jaime Sin (Filipiny; 24 maja 1976) – kardynał prezbiter S. Maria ai Monti; arcybiskup Manili; przewodniczący Konferencji Episkopatu Filipin

- William Wakefield Baum (Stany Zjednoczone; 24 maja 1976) – kardynał prezbiter S. Croce in Via Flamina; arcybiskup Waszyngtonu

- Aloísio Lorscheider OFM (Brazylia; 24 maja 1976) – kardynał prezbiter S. Pietro in Montorio; arcybiskup Fortaleza; przewodniczący Rady Episkopatu Ameryki Łacińskiej

- Reginald Delargey (Nowa Zelandia; 24 maja 1976) – kardynał prezbiter Inmmacolata al Tiburtino ; arcybiskup Wellington; przewodniczący Konferencji Episkopatu Nowej Zelandii

- László Lékai (Węgry; 24 maja 1976) – kardynał prezbiter S. Teresa al Corso d’Italia; arcybiskup Esztergom i prymas Węgier

- Basil Hume OSB (Wielka Brytania; 24 maja 1976) – kardynał prezbiter S. Silvestro in Capite; arcybiskup Westminster

- Victor Razafimahatratra SJ (Madagaskar; 24 maja 1976) – kardynał prezbiter S. Croce in Gerusalemme; arcybiskup Antananarywy; przewodniczący Konferencji Episkopatu Madagaskaru

- František Tomášek (Czechosłowacja; 24 maja 1976) – kardynał prezbiter Ss. Vitale, Gervasio e Protasio; arcybiskup Pragi i prymas Czech

- Dominic Ignatius Ekandem (Nigeria; 24 maja 1976) – kardynał prezbiter S. Marcello; biskup Ikot Ekpene; przewodniczący Konferencji Episkopatu Nigerii

- Giovanni Benelli (Włochy; 27 czerwca 1977) – kardynał prezbiter S. Prisca; arcybiskup Florencji

- Joseph Ratzinger (RFN; 27 czerwca 1977) – kardynał prezbiter S. Maria Consolatrice al Tiburtino; arcybiskup Monachium-Fryzyngi

- Pericle Felici (Włochy; 26 czerwca 1967) – kardynał diakon S. Apollinare; protodiakon Świętego Kolegium Kardynałów; prefekt Najwyższego Trybunału Sygnatury Apostolskiej; przewodniczący Papieskiej Komisji ds. Rewizji Kodeksu Prawa Kanonicznego; przewodniczący Papieskiej Komisji ds. Interpretacji Dokumentów Soboru Watykańskiego II

- Silvio Oddi (Włochy; 28 kwietnia 1969) – kardynał diakon S. Agata in Urbe; delegat apostolski ds. bazyliki św. Franciszka w Asyżu

- Giuseppe Paupini (Włochy; 28 kwietnia 1969) – kardynał diakon Ognissanti in Via Appia Nuova; penitencjariusz większy

- Mario Nasalli Rocca di Corneliano (Włochy; 28 kwietnia 1969) – kardynał diakon S. Giovanni Battista decollato

- Sergio Guerri (Włochy; 28 kwietnia 1969) – kardynał diakon SS. Nome di Maria al Foro Troiano; proprzewodniczący Papieskiej Komisji dla Miasta-Państwa Watykan

- Sergio Pignedoli (Włochy; 5 marca 1973) – kardynał diakon S. Giorgio in Velabro; przewodniczący Sekretariatu dla Niechrześcijan

- Umberto Mozzoni (Włochy; 5 marca 1973) – kardynał diakon S. Eugenio; przewodniczący Komisji Kardynalskiej ds. Sanktuariów w Pompejach i Loreto

- Paul-Pierre Philippe OP (Francja; 5 marca 1973) – kardynał diakon S. Pio V a Villa Carpegna; prefekt Świętej Kongregacji Kościołów Wschodnich

- Pietro Palazzini (Włochy; 5 marca 1973) – kardynał diakon S. Girolamo della Carità

- Opilio Rossi (Włochy; 24 maja 1976) – kardynał diakon S. Maria Liberatrice a Monte Testaccio; przewodniczący Papieskiej Rady ds. Laikatu i Papieskiego Komitetu ds. Rodziny

- Giuseppe Maria Sensi (Włochy; 24 maja 1976) – kardynał diakon Ss. Biagio e Carlo ai Catinari

- Corrado Bafile (Włochy; 24 maja 1976) – kardynał diakon S. Maria in Portico; prefekt Świętej Kongregacji Spraw Kanonizacyjnych

- Joseph Schröffer (RFN; 24 maja 1976) – kardynał diakon S. Saba

- Eduardo Francisco Pironio (Argentyna; 24 maja 1976) – kardynał diakon Ss. Cosma e Damiano; prefekt Świętej Kongregacji ds. Zakonów i Instytutów Świeckich

- Bernardin Gantin (Benin; 27 czerwca 1977) – kardynał diakon Sacro Cuore di Cristo Re; przewodniczący Papieskiej Komisji Iustitia et Pax

- Mario Luigi Ciappi OP (Włochy; 27 czerwca 1977) – kardynał diakon Nostra Signora del S. Cuore; proteolog Domu Papieskiego

Trzech elektorów mianował papież Pius XII, ośmiu papież Jan XXIII, a pozostałych stu Paweł VI.

### Nieobecni z powodu choroby
Trzech kardynałów elektorów (jeden z nominacji Piusa XII, dwóch – Pawła VI):
- Valerian Gracias (Indie; 12 stycznia 1953) – kardynał prezbiter S. Maria in Via Lata; arcybiskup Bombaju

- John Joseph Wright (Stany Zjednoczone; 28 kwietnia 1969) – kardynał prezbiter Gesù Divin Maestro alla Pineta Sacchetti; prefekt Świętej Kongregacji ds. Duchowieństwa

- Bolesław Filipiak (Polska; 24 maja 1976) – kardynał diakon S. Giovanni Bosco in Via Tiburtina

## Wykluczeni z udziału w konklawe
15 kardynałów (w tym 5 nominowanych przez Piusa XII, 4 przez Jana XXIII i 6 przez Pawła VI) zostało wykluczonych z udziału w konklawe z racji ukończenia 80. roku życia na podstawie wydanych przez Pawła VI motu proprio „Ingravescentem aetatem” z 1970 roku oraz konstytucji „Romano Pontifici eligendo” z 1975 roku. Była to najbardziej rewolucyjna zmiana dotycząca elektorów papieża od Soboru Laterańskiego III w 1179.
- Carlo Confalonieri (Włochy; 15 grudnia 1958) – kardynał biskup Ostii i Palestriny; dziekan Świętego Kolegium Kardynałów; archiprezbiter bazyliki liberiańskiej

- Paolo Marella (Włochy; 14 grudnia 1959) – kardynał biskup Porto e Santa Rufina; wicedziekan Świętego Kolegium Kardynałów; archiprezbiter bazyliki watykańskiej; przewodniczący Fabryki Świętego Piotra

- Carlos Carmelo de Vasconcellos Motta (Brazylia; 18 lutego 1946) – kardynał prezbiter S. Pancrazio; protoprezbiter Świętego Kolegium Kardynałów; arcybiskup Aparecida

- Joseph Frings (RFN; 18 lutego 1946) – kardynał prezbiter S. Giovanni a Porta Latina; emerytowany arcybiskup Kolonii

- Antonio Caggiano (Argentyna; 18 lutego 1946) – kardynał prezbiter S. Lorenzo in Panisperna; emerytowany arcybiskup Buenos Aires

- James Francis McIntyre (Stany Zjednoczone; 12 stycznia 1953) – kardynał prezbiter S. Anastasia; emerytowany arcybiskup Los Angeles

- Alfredo Ottaviani (Włochy; 12 stycznia 1953) – kardynał prezbiter S. Maria in Domnica; emerytowany prefekt Świętej Kongregacji Nauki Wiary

- Antonio María Barbieri OFMCap (Urugwaj; 15 grudnia 1958) – kardynał prezbiter S. Crisogono; emerytowany arcybiskup Montevideo

- Alberto di Jorio (Włochy; 19 marca 1962) – kardynał prezbiter S. Pudenziana

- Josyf Slipyj (Związek Radziecki; 22 lutego 1965) – kardynał prezbiter S. Atanasio; greckokatolicki arcybiskup większy Lwowa

- Lawrence Shehan (Stany Zjednoczone; 22 lutego 1965) – kardynał prezbiter S. Clemente; emerytowany arcybiskup Baltimore

- Patrick O’Boyle (Stany Zjednoczone; 26 czerwca 1967) – kardynał prezbiter S. Nicola in Carcere Tulliano; emerytowany arcybiskup Waszyngtonu

- Pietro Parente (Włochy; 26 czerwca 1967) – kardynał prezbiter S. Lorenzo in Lucina

- Miguel Darío Miranda Gómez (Meksyk; 28 kwietnia 1969) – kardynał prezbiter S. Maria di Guadalupe a Monte Mario; emerytowany arcybiskup Meksyku

- Ferdinando Giuseppe Antonelli OFM (Włochy; 5 marca 1973) – kardynał diakon S. Sebastiano al Palatino

## Kandydaci
Wśród papabili wymieniano najczęściej kardynała Giuseppe Siriego, jako kandydata frakcji konserwatywnej, dążącej do zniwelowania skutków reform Soboru Watykańskiego II, oraz kardynała Giovanni Benelliego, jako kandydata frakcji prosoborowej. Do potencjalnych następców Pawła VI zaliczano też wielu innych kardynałów (m.in. S. Baggio, U. Poletti, S. Pignedoli, A. Lorscheider z Brazylii, J. Willebrands z Holandii itd.), ich szanse oceniano jednak znacznie niżej.

## Domniemane wyniki głosowań
Konklawe rozpoczęło się wieczorem 25 sierpnia i zakończyło już następnego dnia, po czwartym głosowaniu wyborem patriarchy Wenecji Albino Lucianiego, który przybrał imię Jan Paweł I. Wiadomo, że kandydatura Lucianiego (który rzadko był wymieniany wśród papabile) została wysunięta przez Benelliego.
Wielu pisarzy i dziennikarzy próbowało, opierając się na trudnych do zweryfikowania informacjach wyciekających z Watykanu, zrekonstruować wyniki poszczególnych głosowań. Stosunkowo najbardziej wiarygodna wydaje się rekonstrukcja oparta na wyznaniach gadatliwego i dość swobodnie interpretującego reguły o zachowaniu tajemnicy kardynała Casariego z Gwatemali, który brał udział w tym konklawe:
Pierwsza tura: Siri – 25; Luciani – 23; Pignedoli – 18; Baggio – 9; König – 8; Bertoli – 5; Pironio – 4; Felici i Lorscheider – po 2; reszta – 15
Druga tura: Luciani – 53; Siri – 24; Pignedoli – 15; reszta – 23
Trzecia tura: Luciani – 70; Siri – 12; Pignedoli – 10; reszta – 15
Czwarta tura: Luciani – 98; reszta – 13
Wszystkie głosowania odbyły się 26 sierpnia (dwa rano i dwa po południu). W drugiej turze 4 głosy miał otrzymać Karol Wojtyła.